# 慎行廣場一號大廈
慎行廣場一號大廈（英語：One Prudential Plaza）是一棟位於美國伊利諾州芝加哥洛普區的摩天大樓，舊稱慎行大廈（Prudential Building），大樓於1955年完工，建築高度為183公尺（601英尺），共41層，在完工後成為芝加哥著名地標之一。建築完成後為保德信金融集團的總部。

## 建築設計
慎行廣場一號大廈建築設計由奈斯-墨菲所設計，大廈最具有特色的是其天線，若將天線高度納入高度排名，則慎行廣場一號大廈是芝加哥第8高摩天大樓。若去除掉天線，建築高度為183公尺（601英尺）。

## 外部連結
- 官方网站
- Emporis entry for One Prudential Plaza （页面存档备份，存于）
- Olshan Frome Wolosky LLP （页面存档备份，存于）